# Lijst van personages uit Het lied van ijs en vuur
Dit is een lijst van personages uit de door George R.R. Martin geschreven fantasyboekenserie Het lied van ijs en vuur. 

## Huis Arryn

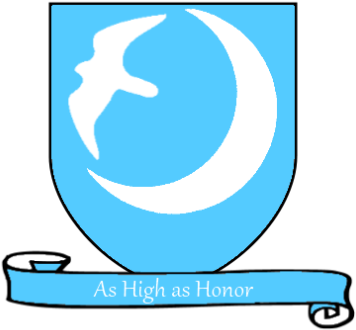
Embleem en motto van Huis Arryn (Verheven als de eer)

Huis Arryn is het belangrijkste adellijke huis in de Vallei. Hun embleem is een witte maan-en-valk op een hemelsblauw veld en hun motto is Verheven als de Eer.
- Jon Arryn, Heer van de Vallei. Hij wordt in de televisieserie gespeeld door Jon Standing.
  - Lysa Tulling, vrouw van Jon. Ze wordt in de televisieserie gespeeld door Kate Dickie.
- Robert Arryn[1] zoon van Jon, een ziekelijk kind. Hij wordt in de televisieserie gespeeld door Lino Facioli.
- Harrold Hardyng, schildknaap. Zou Heer van de Vallei worden indien Robert zou overlijden.

## Huis Baratheon

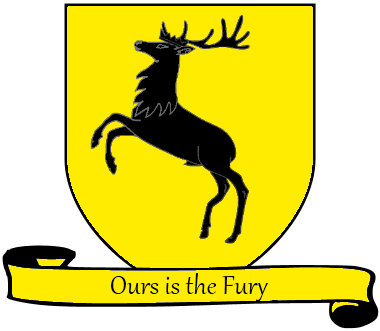
Embleem en motto van Huis Baratheon (Onzer is de furie)

Huis Baratheon is het belangrijkste adellijke huis in de Stormlanden. Hun embleem is een gekroond zwart hert op een veld van goud en hun motto is Onzer is de Furie.
- Robert Baratheon, koning van de Zeven Koninkrijken. Fervent drinker en jager. Hij wordt in de televisieserie gespeeld door Mark Addy.
- Joffrey Baratheon, volgt Robert op als koning. Koppig en sadistisch. Hij wordt in de televisieserie gespeeld door Jack Gleeson.
- Myrcella Baratheon, jongere zus van Joffrey. Ze wordt in de televisieserie gespeeld door Aimee Richardson.
- Tommen Baratheon, jongere broertje van Joffrey en Myrcella. Hij wordt in de televisieserie gespeeld door Callum Wharry.
- Stannis Baratheon, broer van Robert. Beschouwt zichzelf als de legitieme troonopvolger. Hij wordt in de televisieserie gespeeld door Stephen Dillane.
- Renling Baratheon, broer van Robert. Komt na diens dood eveneens in opstand. Hij wordt in de televisieserie gespeeld door Gethin Anthony.
- Lyonel Baratheon, historische Baratheon.
- Steffon Baratheon, historische Baratheon.

## Huis Frey

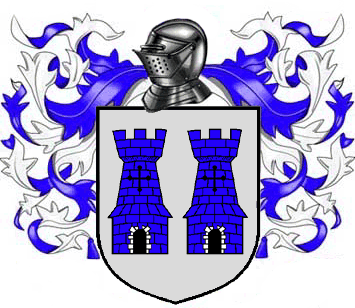
Embleem van Huis Frey

Huis Frey is een van de kleinere adellijke huizen in Rivierenland. Ze zetelen in De Tweeling en hun embleem zijn de twee torens van De Tweeling. Ze plegen verraad op de koning van het noorden en daarmee ook het recht van onderdak.
- Walder Frey, Heer van De Tweeling. Hoogbejaard, ijdel, onbetrouwbaar en vader van talloze kinderen. Hij wordt in de televisieserie gespeeld door David Bradley.
- Stevron Frey, eerste zoon van Walder.
- Aegon Frey, tweede zoon van Stevron en een kleinzoon van Walder. Is een nar.
- Emmon Frey, tweede zoon van Walder.
- Jammos Frey, dertiende zoon van Walder.

## Huis Grauwvreugd

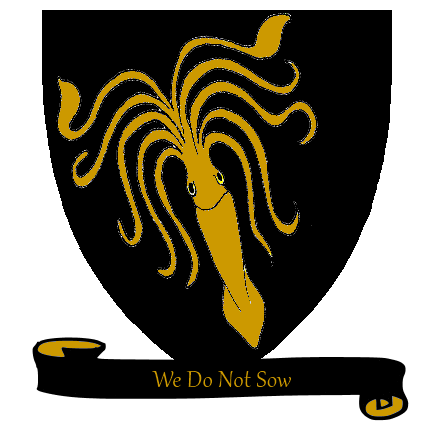
Embleem en motto van Huis Grauwvreugd (Wij zaaien niet)

Huis Grauwvreugd is het belangrijkste adellijke huis op de IJzeren Eilanden. Hun embleem is een gouden kraken (mythische reuzeninktvis) op een zwart veld en hun motto is Wij Zaaien Niet.
- Balon Grauwvreugd, Heer van IJzeren Eilanden. Hij wordt in de televisieserie gespeeld door Patrick Malahide.
- Aeron Grauwvreugd, jongere broer van Balon. Hij wordt in de televisieserie gespeeld door Michael Feast.
- Asha Grauwvreugd,[2] enige dochter en oudste nog levende kind van Balon. Ze wordt in de televisieserie gespeeld door Gemma Whelan.
- Euron Grauwvreugd, jongere broer van Balon. Hij wordt in de televisieserie gespeeld door Pilou Asbæk.
- Theon Grauwvreugd, zoon van Balon. Groeide op bij de Starks in Winterfell. Hij wordt in de televisieserie gespeeld door Alfie Allen.
- Victarion Grauwvreugd, jongere broer van Balon.
- Quellon Grauwvreugd, historische Grauwvreugd.
- Urrigon Grauwvreugd, historische Grauwvreugd.

## Huis Lannister

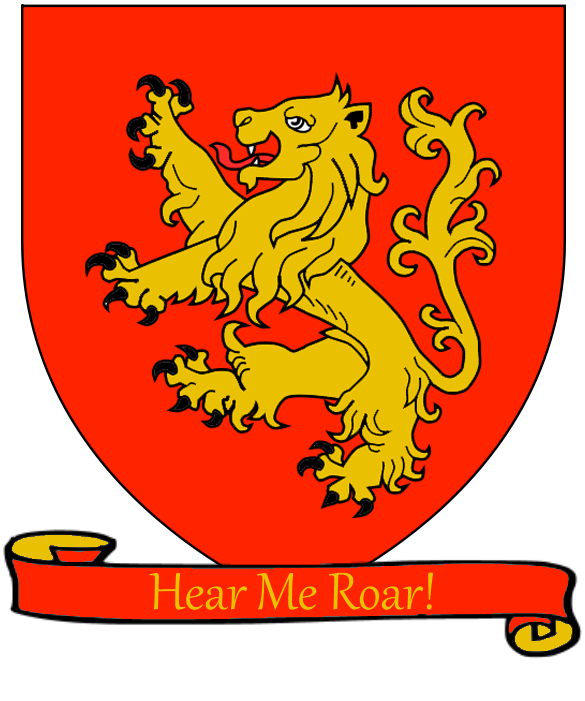
Embleem en motto van Huis Lannister (Hoort mijn gebrul)

Huis Lannister is het belangrijkste adellijke huis in de Westerlanden. Hun embleem is een gouden leeuw op een veld van goud en hun motto is Hoort Mijn Gebrul.
- Tywin Lannister, hoofd van de Lannisters. Rijkste man van Westeros. Hij wordt in de televisieserie gespeeld door Charles Dance.
- Jaime Lannister, oudste zoon van Tywin. Hij wordt in de televisieserie gespeeld door Nikolaj Coster-Waldau.
- Cersei Lannister, dochter van Tywin. Heeft een affaire met broer Jaime. Ze wordt in de televisieserie gespeeld door Lena Headey.
- Tyrion Lannister, jongste zoon van Tywin. Is een dwerg. Hij wordt in de televisieserie gespeeld door Peter Dinklage.
- Kevan Lannister, jongere broer van Tywin. Hij wordt in de televisieserie gespeeld door Ian Gelder.
- Lancel Lannister, zoon van Kevan. Hij wordt in de televisieserie gespeeld door Eugene Simon.

## Huis Martel

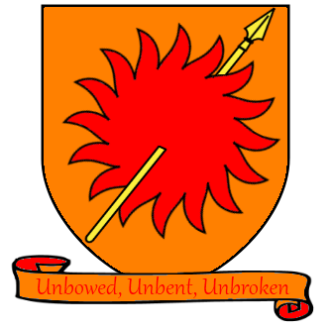
Embleem en motto van Huis Martel (Onoverwonnen, ongebogen, ongebroken)

Huis Martel is het belangrijkste adellijke huis in Dorne. Hun embleem is een gouden speer die een rode zon doorboort en hun motto is Niet Geknield, Niet Gebogen, Niet Gebroken.
- Doran Martel, Prins van Dorne. Goed leider met gezondheidsproblemen. Hij wordt in de televisieserie gespeeld door Alexander Siddig.
- Mellario van Norvos, vrouw van Doran.
- Arianne Martel, dochter en oudste kind van Doran en daarmee troonopvolgster.
- Quentyn Martel, oudste zoon en tweede kind van Doran.
- Trystane Martel, jongste zoon en derde kind van Doran. Hij wordt in de televisieserie gespeeld door Toby Sebastian.
- Elia Martel, zus van Doran. Trouwde met Rhaegar Targaryen, maar werd vermoord door Gregor Clegane tijdens de plundering van Koningslanding.
- Oberyn Martel, broer van Doran. Heethoofdig. Hij wordt in de televisieserie gespeeld door Pedro Pascal.
- De Zandslangen, acht bastaarddochters van Oberyn.

## Huis Stark

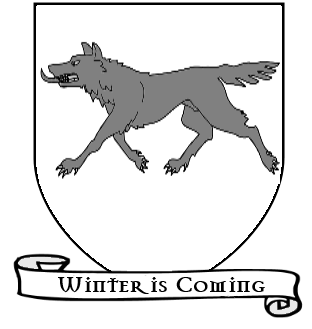
Embleem van Huis Stark (Motto: De winter komt)

Huis Stark is het belangrijkste adellijke huis in het Noorden. Hun embleem is een donkere schrikwolf op ijswit veld en hun motto is De Winter Komt.
- Eddard Stark, Heer van Winterfell. Heeft een sterk gevoel voor rechtvaardigheid. Hij wordt in de televisieserie gespeeld door Sean Bean.
  - Catelyn Tulling, vrouw van Eddard.
- Robb Stark, oudste zoon van Eddard en erfgenaam van Winterfell. Hij wordt in de televisieserie gespeeld door Richard Madden.
- Sansa Stark, oudste dochter van Eddard. Traditioneel prinsesje. Ze wordt in de televisieserie gespeeld door Sophie Turner.
- Arya Stark, jongste dochter van Eddard. Wil graag sporten en vechten. Ze wordt in de televisieserie gespeeld door Maisie Williams.
- Bran Stark, middelste zoon van Eddard. Houdt van klimmen maar krijgt een ongeluk. Hij wordt in de televisieserie gespeeld door Isaac Hempstead-Wright.
- Rickon Stark, jongste zoon van Eddard. Is pas een kleuter. Hij wordt in de televisieserie gespeeld door Art Parkinson.
- Jon Sneeuw, bastaardzoon van Eddard. Gaat bij de Nachtwacht. Hij wordt in de televisieserie gespeeld door Kit Harington.
- Brandon Stark, oudere broer van Eddard. Overlijdt voortijdig.
- Benjen Stark, jongere broer van Eddard. Commandant bij de Nachtwacht. Hij wordt in de televisieserie gespeeld door Joseph Mawle.
- Lyanna Stark, zus van Eddard. Verloofde van Robert Baratheon.
- Rickard Stark, historische Stark. Vader van Brandon, Eddard, Benjen en Lyanna.

## Huis Targaryen

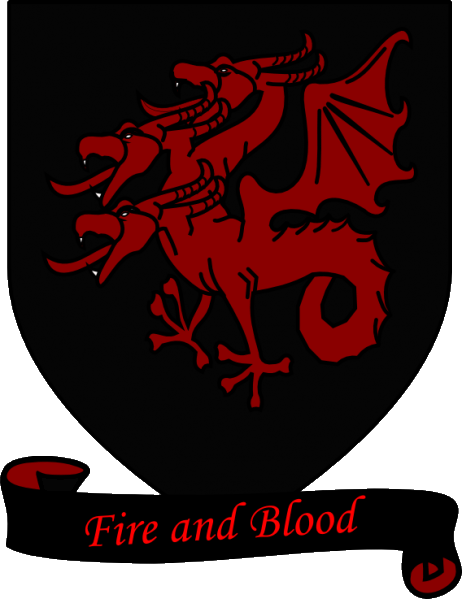
Embleem en motto van Huis Targaryen (Vuur en bloed)

Huis Targaryen was lang het regerende adellijke huis van Westeros en het belangrijkste adellijke huis in de Kroonlanden. Hun embleem is een driehoofdige vuurspuwende rode draak op een zwarte achtergrond en hun motto is Vuur en Bloed.
- Viserys Targaryen, tweede zoon van Aerys II. Droomt van een terugkeer naar de troon van Westeros. Hij wordt in de televisieserie gespeeld door Harry Lloyd.
- Daenerys Targaryen, dochter van Aerys II. Verzamelt een leger voor de invasie van Westeros. Ze wordt in de televisieserie gespeeld door Emilia Clarke.
- Aegon I Targaryen, veroveraar van Westeros.
- Aegon IV Targaryen, historische Targaryen.
- Aemon de Drakenridder, historische Targaryen.
- Daeron II Targaryen, historische Targaryen.
- Brynden Stroom, historische Targaryen.
- Aerion Targaryen, historische Targaryen.
- Maester Aemon, historische Targaryen.
- Aegon V Targaryen, historische Targaryen.
- Aerys II Targaryen, laatste koning van de dynastie van Targaryen. Werd gedood door Jaime Lannister.
- Rhaegar Targaryen, eerste zoon van Aerys II. Werd gedood door Robert Baratheon.

## Huis Tulling

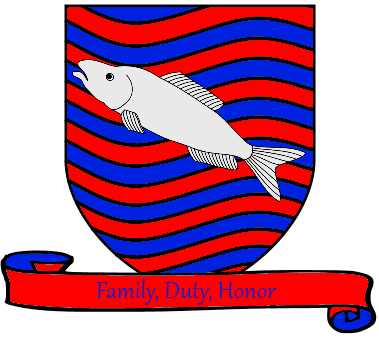
Embleem en motto van Huis Tulling (Geslacht, Plicht, Eer)

Huis Tulling is het belangrijkste adellijke huis in Rivierenland. Hun embleem is een springende zilveren forel op een achtergrond van blauw en rood gestreepte banen en hun motto is Familie, Plicht, Eer.
- Hoster Tulling, Heer van Rivierenland.
- Minissa Whent, vrouw van Hoster.
- Catelyn Tulling, oudste kind van Hoster. Trouwde met Eddard Stark. Ze wordt in de televisieserie gespeeld door Michelle Fairley.
- Lysa Tulling, middelste kind van Hoster. Trouwde met Jon Arryn. Ze wordt in de televisieserie gespeeld door Kate Dickie.
- Edmar Tulling, jongste kind en enige zoon van Hoster. Hij wordt in de televisieserie gespeeld door Tobias Menzies.
- Brynden Tulling, jongere broer van Hoster. Groot ridder. Hij wordt in de televisieserie gespeeld door Clive Russell.

## Huis Tyrel

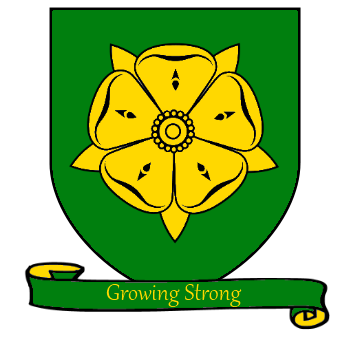
Embleem van Huis Tyrel (Groei brengt kracht)

Huis Tyrel is het belangrijkste adellijke huis in het Bereik. Hun embleem is een gouden roos op een veld van groen en hun motto is Groeiend sterk.
- Hamer Tyrel, Heer van Hooggaarde en het Bereik. Ambitieus maar weinig tactvol. Hij wordt in de televisieserie gespeeld door Roger Ashton-Griffiths.
- Alerie Hoogtoren, vrouw van Hamer.
- Willas Tyrel, oudste zoon van Hamer en erfgenaam van Hooggaarden.
- Garlan Tyrel, tweede zoon van Hamer.
- Loras Tyrel de Bloemenridder, derde zoon van Hamer. Bekwame strijder en zeer populair. Hij wordt in de televisieserie gespeeld door Finn Jones.
- Marjolij Tyrel, dochter van Hamer. Intelligent en mooi. Ze wordt in de televisieserie gespeeld door Natalie Dormer.
- Olenna Roodweyn, moeder van Hamer. Ze wordt in de televisieserie gespeeld door Diana Rigg.

## Personages in Essos
- Jon Connington, goede vriend van Rhaegar Targaryen. Probeert diens zoon Aegon VI Targaryen op de troon te krijgen.
- Khal Drogo, machtige krijgsheer van de Dothraki. Trouwt met Daenerys Targaryen. Hij wordt in de televisieserie gespeeld door Jason Momoa.
- Illyrio Mopatis, machtige magister uit Pentos. Smeedt een complot om de Targaryens weer op de troon te krijgen. Hij wordt in de televisieserie gespeeld door Roger Allam.
- Jorah Mormont, voormalige heer uit het Noorden. Vlucht na een doodsvonnis naar Essos en wordt de belangrijkste adviseur van Daenerys Targaryen. Hij wordt in de televisieserie gespeeld door Iain Glen.
- Barristan Selmy, voormalige leider van de Koninklijke Garde. Wordt ontslagen en biedt vervolgens zijn diensten aan aan Daenerys Targaryen. Hij wordt in de televisieserie gespeeld door Ian McElhinney.

## Personages in Koningslanding
- Petyr Baelish, ook bekend als Pinkje of Littlefinger, is de muntmeester van de koning en verliefd op Catelyn Tulling. Hij wordt in de televisieserie gespeeld door Aidan Gillen.
- Sandor Clegane, ook de Jachthond (the Hound) genoemd, lijfwacht van Joffrey Baratheon. Kent meer mededogen dan zijn broer Gregor. Hij wordt in de televisieserie gespeeld door Rory McCann.
- Syrio Forel, zwaardvechter uit Braavos, traint Arya Stark te zwaardvechten. Hij wordt in de televisieserie gespeeld door Miltos Yerolemou.
- Arys Eikhart, (Arys Oakheart) lid van de Koninklijke Garde. Hij gebruikt liever niet te veel geweld.
- Ilyn Peyn (Ilyn Payne), de beul van de koning. Zijn tong is afgehakt en hij kan dus niet praten. Hij wordt in de televisieserie gespeeld door Wilko Johnson.
- Podderik Peyn (Podrick Payne), schildknaap van Tyrion Lannister. Nerveus maar loyaal. Hij wordt in de televisieserie gespeeld door Daniel Portman.
- Jeanne Poel (Jeyne Poole), de beste vriendin van Sansa Stark. Wordt meerdere malen misbruikt.
- Pycelle, oude maester die al decennialang als leraar en genezer aan het hof verbonden is. Hij wordt in de televisieserie gespeeld door Julian Glover.
- Qyburn, voormalig maester. Berucht om zijn onethische experimenten op levende mensen. Hij wordt in de televisieserie gespeeld door Anton Lesser.
- Shae, concubine van Tyrion Lannister die aangewezen wordt als dienstmaagd van Sansa Stark. Ze wordt in de televisieserie gespeeld door Sibel Kekilli.
- Varys, ook bekend als Spin, is de spionagemeester van de koning. Hij is een dikke, kale eunuch. Hij wordt in de televisieserie gespeeld door Conleth Hill.

## Personages in het Noorden
- Rous Bolten (Roose Bolton), heer uit het Noorden. Loopt over van de Starks naar de Lannisters. Hij wordt in de televisieserie gespeeld door Michael McElhatton.
- Hodor, stalknecht uit Winterfell. Reuzensterk, maar simpel; draagt Bran Stark rond. Hij wordt in de televisieserie gespeeld door Kristian Nairn.
- Jeor Mormont, heer uit het Noorden en commandant van de Nachtwacht. Hij wordt in de televisieserie gespeeld door James Cosmo.
- Osha, Wildlinge. Nadat haar leven is gered door de Starks, wordt ze een trouwe helper van Bran Stark. Ze wordt in de televisieserie gespeeld door Natalia Tena.
- Holand Riet (Howland Reed), heer uit het Noorden. Trouwe vazal aan Huis Stark.
- Jojen Riet (Jojen Reed), zoon van Hooland. Ziet de gave van Bran Stark. Hij wordt in de televisieserie gespeeld door Thomas Sangster.
- Mira Riet (Meera Reed), dochter van Howland. Reist met haar broer mee. Ze wordt in de televisieserie gespeeld door Ellie Kendrick.
- Mans Roover (Mance Rayder), Wildling opgegroeid bij de Nachtwacht. Wordt Koning-achter-de-Muur. Hij wordt in de televisieserie gespeeld door Ciarán Hinds.
- Janos Slink (Janos Slynt), voormalig commandant van de Stadswacht in King's Landing. Wordt overgeplaatst naar de Nachtwacht. Hij wordt in de televisieserie gespeeld door Dominic Carter.
- Ramsay Sneeuw (Ramsay Snow), later Ramsay Bolten, bastaardzoon van Rous Bolten. Berucht vanwege zijn sadistische aanleg. Hij wordt in de televisieserie gespeeld door Iwan Rheon.
- Samwell Tarling (Samwell Tarly), lid van de Nachtwacht. Dik en onzeker, maar intelligent en vriendelijk. Hij wordt in de televisieserie gespeeld door John Bradley-West.
- Ygritte, Wildling-krijger. Krijgt een affaire met Jon Sneeuw. Ze wordt in de televisieserie gespeeld door Rose Leslie.

## Personages elders in Westeros
- Bronn, huurling, helpt Catelyn Stark bij de gevangenneming van Tyrion Lannister, maar besluit daarna voor hem te gaan werken. Hij wordt in de televisieserie gespeeld door Jerome Flynn.
- Gregor Clegane, berucht verkrachter en moordenaar. Reusachtig groot en sterk, heeft honderden moorden gepleegd. Hij wordt in de televisieserie gespeeld door Conan Stevens (seizoen 1), Ian Whyte (seizoen 2), en Hafþór Júlíus Björnsson (seizoen 4 - seizoen 8).
- Beric Dondarrion, ridder loyaal aan Huis Stark. Overlijdt enkele malen, maar wordt weer tot leven gewekt. Hij wordt in de televisieserie gespeeld door David Michael Scott (seizoen 1) en Richard Dormer (seizoen 3 en 6).
- Selyse Florent, vrouw van Stannis Baratheon, heeft drie doodgeboren zoons met hem alleen in de televisieserie. Ze wordt in de televisieserie gespeeld door Sarah McKeever (seizoen 2) en Tara Fitzgerald (seizoen 3 t/m 5).
- Gendry, raakt bevriend met Arya Stark, is eigenlijk een bastaardzoon van Robert Baratheon. Hij wordt in de televisieserie gespeeld door Joe Dempsie.
- Jaqen H'ghar, gedaanteverwisselaar, wordt gered door Arya Stark en doet haar een belofte. Hij wordt in de televisieserie gespeeld door Tom Wlaschiha.
- Areo Hotah, kapitein van Doran Martel en lijfwacht van Mellario van Norvos. Hij wordt in de televisieserie gespeeld door DeObia Oparei.
- Melisandre, de rode priesteres. Steun, toeverlaat en minnares van Stannis Baratheon. Ze wordt in de televisieserie gespeeld door Carice van Houten.
- Thoros van Myr, rode priester en bondgenoot van Beric Dondarrion. Hij wordt in de televisieserie gespeeld door Paul Kaye.
- Davos Zeewaard (Davos Seaworth), smokkelaar van vis en uien. Loyaal aan Stannis Baratheon. Hij wordt in de televisieserie gespeeld door Liam Cunningham.
- Briënne van Tarth, vrouwelijke krijger. Wordt omschreven als onaantrekkelijk en androgyn. Ze wordt in de televisieserie gespeeld door Gwendoline Christie.
- Jeyne Westerling, de dochter van Gawen Westerling en Sybell Westerling en de zus van Raynald Westerling, is een verpleegster die een affaire heeft met Robb Stark en vervolgens met hem trouwt. In de televisieserie is ze vervangen door een personage dat Talisa Maegyr heet en wordt gespeeld door Oona Chaplin.
- Ellaria Zand, minnares van Oberyn Martel en moeder van vier van de acht Zandslangen. Ze wordt in de televisieserie gespeeld door Indira Varma.